# بعيدا عن صخب الناس
بعيدا عن صخب الناس (بالإنجليزية: Far from the Madding Crowd)‏، هي الرواية الرابعة لتوماس هاردي، وأول نجاح أدبي له. نشرت لأول مرة بدون اسم كاتب كسلسلة شهرية في مجلة كورنهيل، أين جذبت الرواية العديد من القراء، وأغلب ملاحظات النقاد حولها كانت إيجابية. قام هاردي بتنقيح النص بشكل كبير في طبعة 1895 وأجرى تغييرات إضافية في طبعة 1901.

## ملخص الرواية
غابرييل أوك، راعي غنم شاب، يملك مزرعة لتربية الأغنام قام بإنشائها بفضل مدخراته وبعض القروض. يقع غابرييل في حب باثشيبا إيفردين، الشابة الجميلة التي وفدت حديثا إلى المنطقة، لتعيش مع عمتها السيدة هورست. تتطور العلاقة بشكل جيد بين غابرييل وباثشيبا، حتى أنها تنقذ حياته ذات مرة، لكن عندما يعرض عليها الزواج، تقابل عرضه بالرفض، وتقول بأنها تفضل الاحتفاظ باستقلاليتها، الشيء الذي يرفضه الكثير من الرجال. بعد بضعة أيام، تنتقل باثشيبا إلى ويذبري، قرية على بعد أميال.

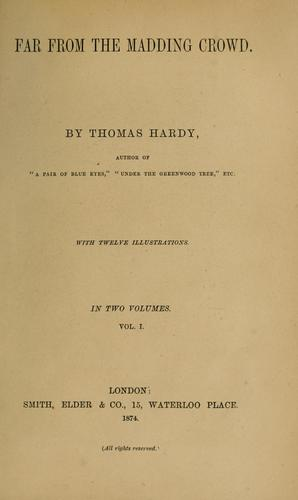
صفحة العنوان من نسخة 1874.

تسوء أوضاع مزرعة غابرييل، خلال نومه يقوم كلب رعي جديد باقتياد القطيع الذي يملكه إلى جرف خطير، تسقط الغنم الواحدة تلو الأخرى، ويخسر الراعي كل ما يملك. ينجح غابرييل في تسوية قروضه للدائنين المعنيين، لكنه يصبح مفلسا. يقرر الانتقال في البداية إلى كاستبريدج، ومنها إلى شوتسفورد، بلدة ليست ببعيدة عن ويذبري، وفي طريقه يصادف حريقا مهولا يكاد يقضي على مزرعة. بفضل مجهودات غابرييل، ينطفئ الحريق. يأتي مالك المزرعة لشكر غابرييل، ليتفاجئ هذا الأخير أن المالك ما هو إلا باثشيبا، التي توضح أنها ورثت المزرعة بعد وفاة عمها، وتعرض على غابرييل وظيفة في المزرعة.

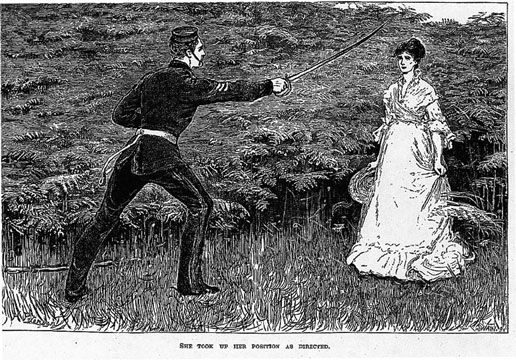
باثشيبا تشاهد تروي وهو يعرض مهاراته في استعمال السيف.

### رسالة باثشيبا الخاصة بعيد الحب إلى السيد بولدوود

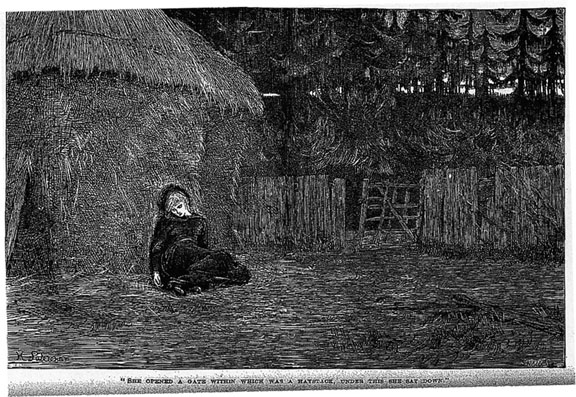
فاني روبين في طريقها إلى بيت عمل كاسرتبريدج.

يصبح لدى باثشيبا معجب جديد، السيد بولدوود، وهو مزارع محلي يبلغ من العمر حوالي الأربعين. تستيقظ مشاعره اتجاه باثشيبا بعد رسالة عابثة أرسلتها له في عيد الحب، لكن الرجل لم يكن على دراية بأنها مجرد مزحة. يعرض بولوود الزواج على باثشيبا، ورغم أنها لا تحبه، تتردد في القبول، فهو الزوج الأكثر مناسبة في المقاطعة، وتطلب منه زمنا للتفكير قبل إعطاؤه جوابا نهائيا. يعيب غابرييل على باثشيبا تصرفاتها، ما يدفعها لطرده، إلا أن علة خطيرة تصيب غنمها، وتعلم أن غابرييل هو الوحيد الذي يستطيع إنقاذها، لتكون مجبرة على التوسل إليه للعودة إلى المزرعة وإرجاع وظيفته.

### الرقيب تروي
يعود الرقيب الأنيق فرنسيس (فرانك) تروي إلى مسقط رأسه ويذبري، ويلتقي صدفةً بباثشيبا. في البداية تحس باثشيبا بالكره اتجاهه، لكن سرعان ما يستطيع إغوائها، خاصة بعد عرض قدمه وأظهر فيه مهاراته في استعمال السيف. غابرييل يحذر باثشيبا من الاستمرار بعلاقتها مع تروي، ويقول أن زواجها من بولوود سيكون أفضل، في حين أن العلاقة بين بولوود وتروي تزداد توترا. تذهب باثشيبا إلى مدينة باث، وتمنع تروي من العودة إلى ويذبري خوفا من مواجهة بينه وبين بولوود. عند عودة العشيقين إلى ويذبري، يعرض بولوود وفي محاولة يائسة منه مالا على تروي للتخلي عن باثشيبا، لكن باثشيبا وتروي كان بالفعل قد تزوجا. يحس بولوود بالإهانة، ويصر على الانتقام من تروي.
سرعان ما تكتشف باثشيبا أن زوجها رجل مهمل، ولا يهتم بشؤون المزرعة، والأسوأ تشك في أنه لا يحبها، وهذا صحيح، فتروي يحب فاني روبين، عاملة سابقة في مزرعة باثشيبا. قبل الالتقاء بباثشيبا، كان تروي يخطط للزواج من فاني روبين، التي فرت من بيت أهلها، واتفقا على الالتقاء في كنيسة للزواج. لسوء الحظ، تذهب فاني للكنيسة الخطأ، ويبقى تروي ينتظر أمام المذبح ظانا أن فاني خدعته وتخلت عنه.

### فاني روبين
بعد أشهر من زواجه، يلتقي تروي بالصدفة بفاني روبين، وتشرح له كل ما حدث معها، وأنها حامل بابنه. ساءت حالة فاني روبين كثيرا، لدرجة أنها مضطرة للذهاب إلى بيت عمل في كاستربريدج. يعطي تروي لفاني كل ما كان يحمله من مال في محفظة نقوده، ويطلب منها الانتظار في بيت العمل بضعة أيام واعدا إياها بمساعدتها. في طريقها إلى بيت العمل، تموت فاني وجنينها خلال الولادة. يتم إرسال الجثتين إلى ويذبري، وتعرض باثشيبا بقاء النعش في بيتها كون فاني عاملة سابقة في مزرعتها، دون أن تعلم أن النعش يحمل جثتين بدل واحدة. ليدي، خادمة في منزل باثشيبا، تروي لها ما يدور من أقوال حول علاقة بين فاني ورقيب، وأنها أنجبت ولدا منه. بعد مغادرة الجميع، تقوم باثشيبا بفتح النعش، لتتفاجئ بوجودة جثة أم ورضيعها، ابن زوجها تروي.
يعود تروي من كاستربريدج، وكان قد ذهب هناك للوفاء بوعده لفاني، يفاجئ بمنظر النعش مفتوحا، ويقوم بتقبيل جثة فاني. تنهاه باثشيبا عن فعل ذلك، لكنه يجيب بقسوة: «هذه المرأة، تعني بالنسبة لي، وهي ميتة، أكثر منك أنت، فأنت لا شيء بالنسبة لي». بعد أيام، يغادر تروي المنزل، فهو لم يعد يتحمل العيش مع باثشيبا. يتم إيجاد ثياب تروي على شاطئ البحر، ويسود اعتقاد بأنه قد مات غرقاً.

### ذروة الأحداث
بعد عام، والجميع يعتقد أن تروي ميت، يحاول بولوود فتح علاقته من جديد مع باثشيبا ويعرض عليها الزواج من جديد، لكن خلال حفلة عيد الميلاد في منزل بولوود، يظهر تروي من جديد، حيث أن قاربا للصيادين قام بانتشاله من البحر. يدعي تروي أنه لم يستطع فراق باثشيبا، إلا أنه في الحقيقة عاد يطالبها بإعطاءه مالا، وعندما ترفض يحاول إجبارها على العودة إلى المنزل بقوة. يسمع بولوود صراخ باثشيبا، وفي لحظة غضب يقوم بإطلاق النار على تروي ما يسبب موته. يحكم على بولوود بالإعدام شنقا، لكن معارفه ذوو النفوذ القوي ينجحون في تخفيف العقوبة إلى الحبس بدل الإعدام. تشعر باثشيبا بالحزن والذنب على وفاة زوجها، وتأمر بدفنه في نفس قبر فاني وابنهما.

### نهاية الرواية
بعد فترة، يخبر غابرييل باثشيبا أنه قرر الهجرة إلى أمريكا. تدرك باثشيبا أن حبها الحقيقي هو لغابرييل، الذي عاملها بإخلاص رغم كل ما حدث بينهما. تطلب باثشيبا من غابرييل العدول عن فكرة الهجرة، قابلةً عرضه بالزواج بعد أن كرره عليها.

## عنوان الرواية
عنوان الرواية مأخوذ من قصيدة شهيرة كتبها الشاعر توماس غراي، وهي قصيدة تعقد مقارنة بين حياة القناعة والرضا والهدوء التي يعيشها الرجل القروي، وبين الجشع الصاخب لجماهير الناس القاطنين بالمدن، والغرور والأنانية للناس الجبابرة الأقوياء.

## مكانة الرواية
- تعد الرواية أول نجاح أدبي ملحوظ لتوماس هاردي.
- في عام 2003 احتلت الرواية المرتبة 48 من بين 200 رواية في قائمة «ذي بيغ ريد» التي أعدتها بي بي سي في قائمة أفضل الروايات.[5]
- في عام 2007 احتلت الرواية المرتبة 10 في قائمة الغارديان لأكثر الروايات محبة على الإطلاق.[6]

## الاقتباس

### قصص مصورة
- تم اقتباس سلسلة من القصص المصورة من الرواية تحت عنوان «تمارا درو» من إنجاز الكاتبة البريطانية بوسي سيموندز.

### الأفلام
- تم اقتباس عدة أفلام من الرواية حملت كلها نفس عنوانها، تباعا في أعوام: 1915، 1967، 1998 وآخرها 2015.
- تم اقتباس فيلم من سلسلة القصص المصورة تمارا درو، يحمل نفس العنوان، سنة 2010 من إخراج ستفين فريرز وبطولة جميما أرترتون.

### على خشبة المسرح
- تم اقتباس مسرحية راقصة من الرواية سنة 1996 من قبل ديفيد بانتلي وإنجاز باليه برنمغهام الملكي.
- تم اقتباس مسرحية موسيقية من الرواية سنة 2000 من قبل غاري شوكر.
- تم اقتباس أوبرا من الرواية سنة 2006 من قبل أنرو داونز.
- هاردي نفسه كتب مسرحية مقتبسة من الرواية سنة 1882 من بطولة ماريون تيري.
- مسرحية أخرى اقتبست من الرواية في خريف 2008 من إخراج كيت ساكسون.
- آخر اقتباس مسرحي كان في مارس/آذار 2013 من أداء خمسة ممثلين، كما تضمنت المسرحية العديد من أشعار هاردي.

## الرواية في الثقافة الشعبية
- الحلقة العشرون من المسلسل الكرتوني الياباني Kill la Kill تحمل عنوان «بعيدا عن الحشد الصاخب».
- الموسيقار البريطاني نيك برايسجيردل المعروف باسم Chicane أطلق ألبوما سنة 1997 يحمل نفس عنوان الرواية.
- الألبوم الأول لفرقة Nine Days من نيويوك يحمل اسم الحشد الصاخب (2000).
- الفرقة الدانماركية Wuthering Heights أطلقت ألبوما يحمل نفس عنوان الرواية سنة 2004.

## روابط خارجية
- بعيدا عن صخب الناس على موقع الموسوعة البريطانية (الإنجليزية)

### باللغة العربية
- معلومات حول الترجمة العربية للرواية في موقع goodreads.
- تحميل الترجمة العربية مجانا.

### باللغة الإنجليزية
- تحميل الرواية مجانا.
- الرواية على شكل كتاب مسموع.
- رسومات هيلين باترسون أليغنهام التي رافقت الرواية عندما نشرت مجزأة.
- معلومات حول الرواية في موقع The Literature Network.
- خريطة للمواقع التي جرت فيها أحداث الرواية.